# Fumimaro Konoe
Fumimaro Konoe (近衞 文麿 Konoe Fumimaro?,  Tokio, 12 de octubre de 1891-Íbid., 16 de diciembre de 1945) fue un político japonés y varias veces primer ministro de Japón. Era el jefe de Gobierno nipón cuando se produjo el comienzo de la segunda guerra sino-japonesa y, durante su segundo mandato, el inmediatamente anterior al comienzo de la guerra del Pacífico. Fue también el fundador y primer líder del movimiento  Taisei Yokusankai (大政翼賛会?), que acabaría convirtiéndose en el partido único totalitario de Japón durante el periodo de la contienda.

## Biografía

### Carrera política
Nació en el antiguo clan Fujiwara y como heredero de la noble familia Konoe en Tokio. En sus años de universidad, estudió al filósofo socialista Hajime Kawakami y entró en la política en 1920 como moderado y protegido de Saionji Kinmochi, contrario al poder del ejército.
En junio de 1937, fue nombrado primer ministro en un intento de controlar el cada vez mayor poder de los militares, pero el propio Konoe se iba haciendo cada vez más militarista. Después del incidente del puente de Marco Polo, durante el mes de julio, los líderes militares actuaron sin la supervisión gubernamental y esto inició la segunda guerra sino-japonesa. Bajo la presión de los elementos más conservadores, su gabinete acordó ampliar las operaciones en China, lo que daría lugar a que los jefes militares pudieran actuar en el nuevo conflicto chino sin la supervisión gubernamental. En noviembre, Konoe anunció la dirección que tomaría Japón con un "nuevo orden en Asia", la más tarde denominada "Esfera de Coprosperidad Asiática".
También presionó a China para hacer concesiones y lograr que terminara la guerra sino-japonesa. En julio había sido capturada Pekín, a la que siguieron otras ciudades como Qingdao o Shanghái (noviembre). En el mes de diciembre los japoneses ocuparon Nankín, que entonces era la capital china. Fue entonces cuando tuvo lugar la Masacre de Nankín, en la que se calcula que murieron más de 300.000 chinos a manos de los soldados y oficiales japoneses. El gabinete Konoe tuvo conocimiento de lo que estaba pasando pero no hizo nada por evitarlo.
Konoe dimitió el 5 de enero de 1939, en parte debido a su fracaso en las negociaciones para acabar con el conflicto en China. A comienzos de 1938 Fumimaro había puesto fin a la llamada «mediación de Trautmann» con Chiang Kai-Shek, contribuyendo a la formación del colaboracionista Gobierno de Nankín. Esta acción fue también de gran importancia para el partido comunista chino, dado que obligó a Kai-Shek a unirse con ellos, al tiempo que condujo a la opinión pública japonesa a creer erróneamente que el Kuomintang chino era débil. Kiichiro Hiranuma lo sucedió en el cargo como primer ministro.

### Vuelta al gobierno
En 1940 volvió a liderar el gobierno japonés, después de que el Marqués Kido recomendara al emperador que fuera Konoe quien se hiciera cargo del gabinete. Hacia finales de año Konoe fundó el Taisei Yokusankai, o la Asociación de Asistencia al Régimen Imperial, un movimiento político que acabaría convirtiéndose en un partido único de tipo totalitario. Además del apoyo a las guerras en China, el Taisei Yokusankai ayudó a mantener el orden público y a ejercer como policía secreta a través de los tonarigumi (en japonés, las "Asociaciones de vecinos").
El 27 de septiembre de 1940 se firmaba en Berlín el Pacto Tripartito con la Alemania nazi y el Reino de Italia, lo que supuso la formación de una alianza militar entre estas tres naciones. Aprovechando el pacto, y a raíz de la caída de Francia ante las tropas alemanas, en septiembre se produjo la ocupación japonesa de la Indochina francesa. El nuevo gobierno colaboracionista de Vichy no opuso resistencia a las tropas del Ejército Imperial Japonés, aunque estas solo ocuparon el norte de Indochina. Los japoneses también se cubrieron las espaldas cuando el 13 de abril de 1941 se firmaba en Moscú el Pacto de Neutralidad soviético-japonés entre los ministros de exteriores Viacheslav Mólotov y Yōsuke Matsuoka.

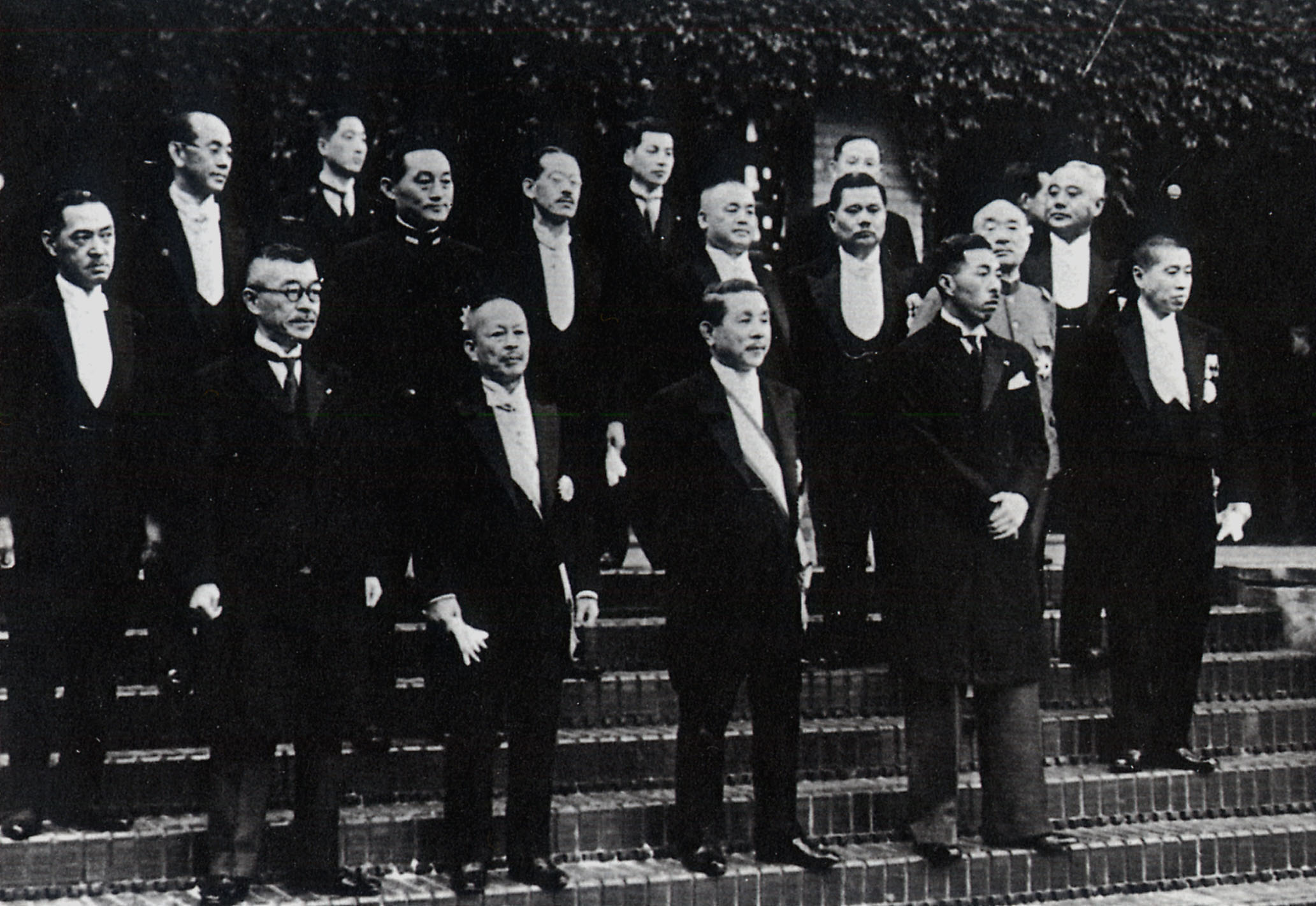
El primer gabinete Konoe (1937).

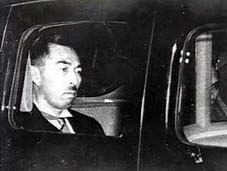
Fumimaro Konoe en 1941, visiblemente decaído, poco después de dejar el gobierno.

El 22 de junio, la Alemania nazi invadió la Unión Soviética, lo que tomó por sorpresa a los diplomáticos japoneses. A pesar de las presiones alemanas y de Matsuoka, Japón mantuvo la neutralidad y no atacó a la Unión Soviética. Konoe formó un nuevo gobierno y prescindió de Matsuoka como ministro de exteriores. Sin embargo, el 28 de julio las fuerzas japonesas ocuparon el resto de la Indochina francesa, lo que provocó que el presidente Roosevelt ordenara la congelación de las inversiones niponas en los Estados Unidos y un embargo de las exportaciones de petróleo a Japón. Más del 80% de las necesidades japonesas procedían de las importaciones estadounidenses, aunque el 31 de julio la Armada informó al Emperador que Japón disponía de reservas petrolíferas para dos años más. Debido a la nueva actitud estadounidense, Konoe intentó contener la actitud agresiva del Ejército y la Armada. Pero el jefe del Estado Mayor de la Armada, Osami Nagano, argumentó que si la guerra contra los Estados Unidos era inevitable, debería empezar inmediatamente.
El 5 de septiembre, Konoe se encontró con el Emperador y los jefes del Estado Mayor general (Hajime Sugiyama y Osami Nagano). El Emperador estaba alarmado por la situación y preguntó a Konoe sobre el estado de las conversaciones con Roosevelt, a lo que
este respondió que marchaban de forma positiva y que la solución militar solo era factible en caso de que la diplomacia fracasara. Luego preguntó a Sugiyama sobre las posibilidades de éxito en una guerra contra las potencias occidentales. Después de que Sugiyama respondiera afirmativamente, Hirohito le recordó que unos años antes el Ejército había predicho que la invasión de China duraría solo tres meses. Al día siguiente comenzaron los preparativos para una guerra contra "Estados Unidos, Inglaterra y Holanda". En la Conferencia imperial el emperador recibió detalles de Sugiyama y Nagano sobre las operaciones en el Sudeste de Asia y de los planes en torno a un ataque contra Pearl Harbor. Mientras esto ocurría, el Primer ministro Konoe hizo un último intento por evitar la guerra: se reunió con el embajador estadounidense para alcanzar algún tipo de acuerdo, pero el tiempo transcurrió sin haber logrado ningún resultado. Durante la reunión del gabinete celebrada el 14 de octubre, el ministro de la guerra Hideki Tōjō declaró que las negociaciones con los estadounidenses habían fracasado y que la fecha límite para la diplomacia había terminado. Al final de la conferencia, Konoe admitió que no podía controlar a las fuerzas armadas.
Konoe dimitió finalmente el 16 de octubre, un día después de que hubiera recomendado al príncipe Naruhiko Higashikuni como su sucesor. Dos días después, sin embargo, nombró como primer ministro al general Tōjō, una decisión en la que el marqués Kido tuvo una fuerte influencia. En 1946, Hirohito explicaba así aquel nombramiento:

En realidad pensé que el príncipe Higashikuni era adecuado como jefe del Estado Mayor del Ejército; pero pensé que el nombramiento de un miembro de la casa imperial para un puesto político debía ser considerado muy cuidadosamente. Por encima de todo, en época de paz esto está muy bien, pero cuando existe el temor de que puede haber una guerra, teniendo en cuenta el bienestar de la casa imperial, me pregunto acerca de la conveniencia de un miembro de la familia imperial [como Primer ministro].

Sin embargo, Konoe le comentaría a su secretario personal que Hirohito se había dejado absorber por el punto de vista de los altos mandos militares. Unas semanas más tarde se produjo el Ataque de Pearl Harbor y el comienzo de la guerra.

### Los años finales de la guerra

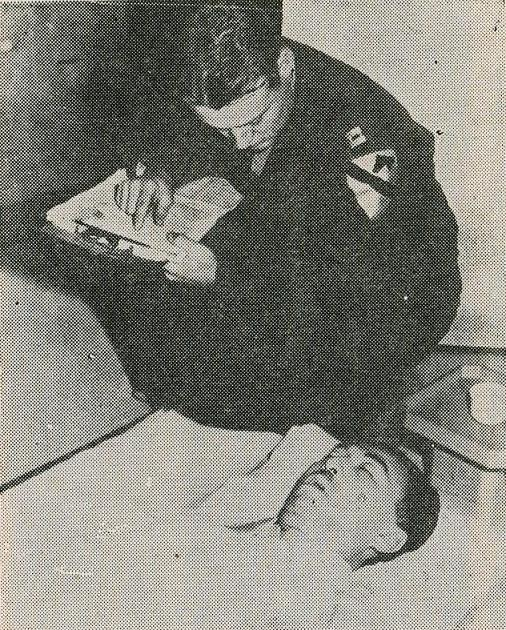
Cadáver de Konoe después de suicidarse.

Konoe desempeñó un papel fundamental en la caída del gobierno de Hideki Tojo en 1944, acosado por las derrotas militares frente a las ya superiores fuerzas aliadas. En febrero de 1945 aconsejó al emperador Hirohito que se iniciaran las negociaciones para terminar la Segunda Guerra Mundial. Sin embargo, y de acuerdo con lo que afirmó el Gran chambelán Hisanori Fujita, Hirohito rechazó firmemente la recomendación de Konoe, puesto que todavía buscaba que se produjera un tennozan (una gran victoria).
Al inicio de la ocupación americana, prestó sus servicios en el gabinete del príncipe Naruhiko Higashikuni, el primer gobierno de la posguerra, pero pronto llegaron acusaciones por crímenes de guerra, a las cuales hizo frente a pesar de la convicción de que sería ejecutado en la horca. En diciembre de 1945, en el transcurso del último juicio que los estadounidenses realizaban para enjuiciar a los criminales de guerra, se suicidó tragándose una cápsula de cianuro de potasio, exactamente 1300 años después de que su antepasado, Fujiwara no Kamatari, encabezara un golpe de Estado contra el clan Soga durante el periodo de influencia de este en la corte.

## Familia
Su nieto, Morihiro Hosokawa, llegó a ser Primer ministro cincuenta años más tarde.

### Pie de página
1. ↑  Institute of Southeast Asian Studies (2006), Asian security reassessed, pp. 48-49, 63
2. ↑  Tokushi Kasahara, Le massacre de Nankin et les mécanismes de sa négation par la classe politique dirigeante.
3. ↑  Wolferen, 1990, p. 351.
4. ↑  Aldus, 1999, p. 36.
5. ↑  Soviet-Japanese Neutrality Pact (13 de abril de 1941); Avalon Project de la Universidad de Yale
6. ↑  Bix, 2000, pp. 411, 745.
7. ↑  Wetzler, 1999, pp. 35, 52–54.
8. ↑  Wetzler, 1998, p. 41.
9. ↑  Wetzler, 1998, p. 118.
10. ↑  Akira Fujiwara (1991); Shôwa tennô no ju-go nen sensô, pág. 126
11. ↑  Bix, 2001, p. 756.
12. ↑  Fujita Hisanori (1987); Jijûchô no kaisô, Chûô Kôronsha, pp. 66-67
13. ↑  Bix, 2001, p. 489.